# Jarosław Jach
Jarosław Jach (Bielawa, 17 februari 1994) is een Pools voetballer die doorgaans speelt als centrale verdediger. In juli 2025 verliet hij Zagłębie Lubin. Jach maakte in 2017 zijn debuut in het Pools voetbalelftal.

## Clubcarrière
Jach speelde in de jeugd van Pogoń Pieszyce en Lechia Dzierżoniów, alvorens hij in 2013 terechtkwam bij Zagłębie Lubin. Zijn debuut in het eerste elftal maakte de verdediger op 27 mei 2014, toen met 2–0 verloren werd op bezoek bij Podbeskidzie. In zijn eerste seizoen degradeerde Zagłębie naar de I liga, maar na één jaar werd promotie naar de Ekstraklasa weer bereikt. Zijn eerste competitiedoelpunt maakte Jach ook op dit niveau, op 22 november 2015, op bezoek bij Podbeskidzie. Ditmaal won Zagłębie met 1–2. Vanaf de zomer van 2016 speelde de centrumverdediger een grotere rol in het eerste elftal.
In januari 2018 maakte Jach de overstap naar Crystal Palace, waar hij zijn handtekening zette onder een verbintenis voor de duur van drieënhalf jaar. Medio 2018 huurde Çaykur Rizespor de Poolse verdediger, nadat hij een halfjaar niet in actie was gekomen bij Crystal Palace. In de winterstop van het seizoen 2018/19 keerde Jach terug bij Crystal Palace, dat hem direct voor een kalenderjaar verhuurde aan Sheriff Tiraspol. Voor het seizoen 2020/21 werd hij verhuurd aan Fortuna Sittard. Daar kwam hij niet aan bod en in de winterstop werd de huur voortijdig beëindigd. Jach maakte het seizoen af bij Raków Częstochowa.
Medio 2022 liet Jach Crystal Palace definitief achter zich en hij keerde terug bij Zagłębie Lubin. In de eerste helft van het seizoen 2023/24 kwam hij niet in actie, waarna Wisła Płock hem op huurbasis overnam.

## Clubstatistieken
| Seizoen | Club                | Competitie        | Competitie | Competitie | Beker | Beker | Internationaal | Internationaal | Totaal | Totaal |
| Seizoen | Club                | Competitie        | Wed.       | Dlp.       | Wed.  | Dlp.  | Wed.           | Dlp.           | Wed.   | Dlp.   |
| ------- | ------------------- | ----------------- | ---------- | ---------- | ----- | ----- | -------------- | -------------- | ------ | ------ |
| 2013/14 | Zagłębie Lubin      | Ekstraklasa       | 2          | 0          | 0     | 0     | —              | —              | 2      | 0      |
| 2014/15 | Zagłębie Lubin      | I liga            | 13         | 0          | 2     | 0     | —              | —              | 15     | 0      |
| 2015/16 | Zagłębie Lubin      | Ekstraklasa       | 13         | 2          | 4     | 0     | —              | —              | 17     | 2      |
| 2016/17 | Zagłębie Lubin      | Ekstraklasa       | 23         | 1          | 1     | 0     | 0              | 0              | 24     | 1      |
| 2017/18 | Zagłębie Lubin      | Ekstraklasa       | 17         | 1          | 3     | 0     | —              | —              | 20     | 1      |
| 2017/18 | Crystal Palace      | Premier League    | 0          | 0          | 0     | 0     | —              | —              | 0      | 0      |
| 2018/19 | → Çaykur Rizespor   | Süper Lig         | 5          | 0          | 4     | 1     | —              | —              | 9      | 1      |
| 2019    | → Sheriff Tiraspol  | Divizia Națională | 14         | 0          | 2     | 0     | 6              | 0              | 22     | 0      |
| 2019/20 | → Raków Częstochowa | Ekstraklasa       | 24         | 2          | 3     | 0     | —              | —              | 27     | 2      |
| 2020/21 | → Fortuna Sittard   | Eredivisie        | 3          | 0          | 0     | 0     | —              | —              | 3      | 0      |
| 2020/21 | → Raków Częstochowa | Ekstraklasa       | 10         | 0          | 2     | 1     | —              | —              | 12     | 1      |
| 2021/22 | Crystal Palace      | Premier League    | 0          | 0          | 1     | 0     | —              | —              | 1      | 0      |
| 2022/23 | Zagłębie Lubin      | Ekstraklasa       | 25         | 1          | 1     | 0     | —              | —              | 26     | 1      |
| 2023/24 | Zagłębie Lubin      | Ekstraklasa       | 0          | 0          | 0     | 0     | —              | —              | 0      | 0      |
| 2023/24 | → Wisła Płock       | I liga            | 10         | 0          | 0     | 0     | —              | —              | 10     | 0      |
| 2024/25 | 11                  | 1                 | 2          | 1          | —     | —     | 13             | 2              |        |        |
| Totaal  | Totaal              | Totaal            | 170        | 8          | 25    | 3     | 6              | 0              | 201    | 11     |

Bijgewerkt op 3 juli 2025.

## Interlandcarrière
Jach maakte op 10 november 2017 zijn debuut in het Pools voetbalelftal, toen met 0–0 gelijkgespeeld werd tegen Uruguay. De verdediger mocht van bondscoach Adam Nawałka in de basis beginnen en hij speelde het gehele duel mee. De andere debutant dit duel was Jakub Świerczok (eveneens Zagłębie Lubin).
| Interlands van Jarosław Jach voor Polen | Interlands van Jarosław Jach voor Polen | Interlands van Jarosław Jach voor Polen | Interlands van Jarosław Jach voor Polen | Interlands van Jarosław Jach voor Polen | Interlands van Jarosław Jach voor Polen | Interlands van Jarosław Jach voor Polen |
| №                                       | Datum                                   | Wedstrijd                               | Uitslag                                 | Competitie                              | Goals                                   |                                         |
| Als speler bij Zagłębie Lubin           | Als speler bij Zagłębie Lubin           | Als speler bij Zagłębie Lubin           | Als speler bij Zagłębie Lubin           | Als speler bij Zagłębie Lubin           | Als speler bij Zagłębie Lubin           | Als speler bij Zagłębie Lubin           |
| --------------------------------------- | --------------------------------------- | --------------------------------------- | --------------------------------------- | --------------------------------------- | --------------------------------------- | --------------------------------------- |
| 1                                       | 10 november 2017                        | Polen – Uruguay                         | 0 – 0                                   | Vriendschappelijk                       |                                         |                                         |
| 2                                       | 13 november 2017                        | Polen – Mexico                          | 0 – 1                                   | Vriendschappelijk                       |                                         |                                         |

Bijgewerkt op 3 juli 2025.

## Erelijst
| Competitie          |                |                |                |                |
| Competitie          | Aantal         | Jaren          |                |                |
| Zagłębie Lubin      | Zagłębie Lubin | Zagłębie Lubin | Zagłębie Lubin | Zagłębie Lubin |
| ------------------- | -------------- | -------------- | -------------- | -------------- |
| I liga              | 1              | 2014/15        |                |                |
| FC Sheriff Tiraspol |                |                |                |                |
| Cupa Moldovei       | 1              | 2019           |                |                |